# Асамблея Північної Ірландії
Асамблея Північної Ірландії (англ. Northern Ireland Assembly, ірл. Tionól Thuaisceart Éireann, Ольст. шотл. Norlin Airlann Semmlie) - однопалатний законодавчий орган Північної Ірландії.
До компетенції асамблеї входять питання охорони здоров'я, освіти, місцевого управління, житлового будівництва, економічного розвитку, охорони навколишнього середовища, сільського та лісового господарства, спорту та мистецтв. Прийняті асамблеєю акти потребують схвалення Корони.

## Передісторія
Від 7 червня 1921 до 30 березня 1972 діяв Парламент Північної Ірландії, повністю опанований Юніоністською партією Ольстера. Його діяльність була призупинена 1972 року й остаточно припинена згідно з Північноірландським конституційним актом  1973 року.
У 1973 році було створено новий законодавчий орган - Асамблею Північної Ірландії. Проте її існування було підважене загальним страйком в Ольстері, організованим юніоністами. Постанову про створення АПІ було скасовано у 1974 році.
У 1982 ще одну Асамблею Північної Ірландії було створено в Стормонті (місцева резиденція Министерства у справах Північної Ірландії – Northern Ireland Office) як дорадчий орган при міністерстві. Нова АПІ не отримала підтримки від ірландських націоналістів і була офіційно розпущена в 1986.

## Історія
Теперішня Асамблея Північної Ірландії сформована за результатами референдуму, що відбувся 22 травня 1998. Попереднє рішення про формування було прийнято за результатами переговорів з участю урядів Об’єднаного Королівства й Ірландської Республіки та найбільших партій провінції.
Перші вибори Асамблеї Північної Ірландії відбулися 25 червня 1998 року.
Діяльність Асамблеї декілька разів призупинялася – найдовше в період від 14 жовтня 2002 до 7 травня 2007. У такі періоди повноваження Асамблеї повертаються Міністерству по справах Північної Ірландії (Northern Ireland Office). Відновлення діяльності АПІ в 2007 була наслідком Свято-Андріївської угоди 2006 року між урядами Об’єднаного Королівства й Ірландської Республіки та найбільшими партіями Ольстеру .

## Вибори
- Вибори в Асамблею Північної Ірландії (1998)
- Вибори в Асамблею Північної Ірландії (2003)
- Вибори в Асамблею Північної Ірландії (2007)